# 毎熊克哉
毎熊 克哉（まいぐま かつや、1987年〈昭和62年〉3月28日 - ）は、日本の俳優。本名および旧芸名は毎熊 克也（読み同じ）。
広島県福山市出身。東京フィルムセンタースクールオブアート専門学校（現・東京俳優・映画＆放送専門学校）映画監督科コース卒業。アルファエージェンシー所属。

## 来歴
3歳の時に見た映画『E.T.』で映画作りに関心を持ち、映画『タイタニック』は1人で2回見に行き、映画『ターミネーター2』は繰り返し見て壊れたVHSやDVDを何度も買い替えるほどだったという。銀河学院高校を卒業の後映画監督を志して上京し、東京フィルムセンタースクールオブアート専門学校（現・東京俳優・映画＆放送専門学校）の映画監督科コースに進学する。
頭の中で思い描いた芝居が演者になかなか伝わらなかったことで自分でやった方が早いと俳優に興味を抱き、専門学校卒業後に俳優に転身し、芸能事務所VIVITに所属して活動を開始。演出家のヨリコジュンのもとで芝居を学び、2010年の舞台『TIC-TAC』で初舞台にして初主演を務める。さまざまな商業作品に出演する一方で、2009年12月には映像製作集団「Engawa Films Project」を林知亜季、柾賢志、佐藤考哲らとともに立ち上げて、ショートショートフィルムフェスティバル2012の上映作品『VOEL』など多数の短編映画を製作する。
2015年6月には芸名を本名の毎熊 克也から毎熊 克哉へと改め、引越しのアルバイトのかたわらで俳優活動を続ける中で、カトウシンスケとともにダブル主演を務めた専門学校時代の同級生・小路紘史監督の長編デビュー作品『ケンとカズ』が2015年の第28回東京国際映画祭にて日本映画スプラッシュ部門で作品賞を受賞し話題となり、翌2016年7月に劇場公開されると作品評価の高さから自主映画としては異例の3か月以上にわたるロングランを記録する。同作での演技が評価され第71回毎日映画コンクールスポニチグランプリ新人賞、おおさかシネマフェスティバル2017新人男優賞、第31回高崎映画祭最優秀新進男優賞の各賞を次々に受賞、30歳を目前にした「遅咲きの新人」として脚光を浴びる。
毎日映画コンクールの表彰式会場で東映会長・岡田裕介の目に留まり、「昔の東映映画に出ていた俳優のような、怖さが出せる俳優になってくれたら」との期待を受けて、岡田が製作総指揮を務める吉永小百合の120本目の出演映画『北の桜守』（2018年3月公開）に主要キャストとして抜擢される。また『ケンとカズ』を見た制作スタッフからのオファーにより『私の奴隷になりなさい第2章 ご主人様と呼ばせてください』（2018年9月公開）および『私の奴隷になりなさい第3章 おまえ次第』（2018年10月公開）で商業映画初主演を務め、SMを題材とした作品で奴隷を調教するご主人様役を熱演し過激な濡れ場を披露。2018年の1年で『万引き家族』『空飛ぶタイヤ』などの話題作からインデペンデント作品まで10本を超える公開作品に出演し幅広い役柄を演じて、確かな演技力とかつての東映や日活の俳優を彷彿させる鋭い眼光と硬派な佇まいにより映画関係者から注目を集め、またNHK連続テレビ小説『まんぷく』で朝ドラに初出演して存在感を発揮するなど、飛躍の1年となる。

## 人物
特技はストリートダンス。母は元ダンサーで地元のカルチャースクールにてジャズダンスやバレエの講師を務めており、高校1年の時に母がたまたま見ていたダンサー・EIJIがプロデュースするストリートダンスのレクチャービデオに衝撃を受けてビデオを「先生」に見様見真似でダンスを始め、高校3年時には母が教えるカルチャースクールの発表会の舞台に立つ。高校卒業後は振付師の道も考えつつ、幼い頃からの憧れだった映画の道へ進み、東京の学校に進学した後も10年近く、EIJIのもとで多い時には週3回1日6時間のダンスレッスンを受ける。ダンスの経験は「役者としての自分の原点」と語り、「ダンスの経験があったからこそ、自分の体で表現することに自然に移行できたんじゃないか」と語っている。
趣味はパーカッション。
好きな映画監督は西川美和。憧れの俳優はトム・ハンクスで、目標とする俳優は光石研。「目で語れる俳優」を目標としている。
『私の奴隷になりなさい』シリーズでご主人様役を演じた際には、実際は女性に対し奥手であり、知らない女性に声を掛けることはおろか頑張らないと知り合いの女性を食事に誘うこともできないと明かしている。
プロサッカー選手の森脇良太は福山市の小学校、中学校の同級生で、小学生の時は同じサッカー少年団に所属していた。

## 出演

### 映画
- 私は貝になりたい（2008年）
- 禅 ZEN（2009年） - 修行僧 役
- 学校裏サイト（2009年） - 島田弘 役
- 笑う警官（2009年） - 特殊犯捜査係・隊員 役
- ゼブラーマン -ゼブラシティの逆襲-（2010年）
- ボックス!（2010年） - 対戦相手（ボクシング） 役
- はやぶさ 遥かなる帰還（2012年） - 学生当番・山田 役
- リベンジポルノ PAINT IT BLACK（2016年） - 齋藤昌平 役
- ケンとカズ（2016年） - 主演・カズ 役[注 1]
- ろくでなし（2017年） - 由紀夫 役
- 獣道（2017年）
- ダブルミンツ（2017年） - 遠山 役
- 全員死刑（2017年） - 首塚サトシ 役
- 彼女の人生は間違いじゃない（2017年）
- 北の桜守（2018年） - 岩木 役
- 去年の冬、きみと別れ（2018年）- 佐伯 役
- 素敵なダイナマイトスキャンダル（2018年） - 写真時代編集部員
- 万引き家族（2018年）
- 空飛ぶタイヤ（2018年） - 安友研介 役
- 終末の獣たち（2018年）
- 純平、考え直せ（2018年） - 北島敬介 役
- 私の奴隷になりなさい第2章 ご主人様と呼ばせてください（2018年） - 主演・目黒 役[注 2][15]
- 私の奴隷になりなさい第3章 おまえ次第（2018年） - 主演・目黒 役[注 3][15]
- 止められるか、俺たちを（2018年） - 小水一男 役[17]
- 夜明けまで離さない（2018年） - 石岡一也 役
- 新宿パンチ（2018年） - 高岡タカシ 役
- 真っ赤な星（2018年） - 賢吾 役
- 轢き逃げ 最高の最悪な日（2019年） - 前田俊 役[23]
- AI崩壊（2020年） - 富永英人 役[24]
- いざなぎ暮れた。（2020年） - 主演・ノボル 役[注 4][25][26][27]
- 生きちゃった（2020年10月3日） - 洋介 役[28]
- サイレント・トーキョー（2020年12月4日） - 里中 役[29][30]
- 孤狼の血 LEVEL2（2021年8月20日） - 佐伯昌利 役[31][32][33][34]
- マイ・ダディ（2021年9月23日） - ヒロ 役[35]
- 愛なのに（2022年2月25日） - 広重 役
- 永遠の1分。（2022年3月4日、イオンエンターテイメント）
- 猫は逃げた（2022年3月18日、SPOTTED PRODUCTIONS） - 町田広重 役[36]
- 冬薔薇（ふゆそうび）（2022年6月3日、キノフィルムズ） - 君原玄 役[37]
- 妖怪シェアハウス-白馬の王子様じゃないん怪-（2022年6月17日、東映） - 酒井涼/酒呑童子 役[38][39]
- ビリーバーズ（2022年7月8日、クロックワークス / SPOTTED PRODUCTIONS） - 第三本部長 役[40]
- そして僕は途方に暮れる（2023年1月13日、ハピネットファントムスタジオ）- 田村修 役[41]
- 世界の終わりから（2023年4月7日、ナカチカ） - 江崎 役[42]
- カタシロReplica（2024年6月21日、moccai） - 患者 役[43]
- 初級演技レッスン（2025年2月22日、インターフィルム） - 主演・蝶野 役[44]
- 悪い夏（2025年3月20日） - 高野洋司 役[45]
- 「桐島です」（2025年7月4日） - 主演・桐島聡 役[46][47]
- 安楽死特区（2026年1月23日公開予定） - 主演・酒匂章太郎 役[48]
- 時には懺悔を（2026年公開予定）[49][50]

### 劇場アニメ
- 無名の人生（2025年5月16日）- ヤマト 役[51][52]

### オリジナルビデオ
- 喧嘩高校軍団 國士義塾 vs. 朝高（2009年）

### テレビドラマ
- 内藤大助物語 〜いじめられっ子のチャンピオンベルト〜（2008年7月28日、TBS）
- 男装の麗人〜川島芳子の生涯〜（2008年12月6日、テレビ朝日）
- 戦力外通告（2009年2月21日、WOWOW）
- 坂の上の雲（2009年 - 2011年、NHK） - 伝令水兵 役
- 東大落城 安田講堂36時間の攻防戦…40年の真相SP（2009年1月14日、日本テレビ）
- 土曜ワイド劇場 交渉人 遠野麻衣子・最後の事件（2010年6月26日、テレビ朝日） - 捜査員 役
- 仮面ライダーオーズ/OOO 第26話（2011年3月20日、テレビ朝日） - 練習生（ボクシング） 役
- 絶対零度〜特殊犯罪潜入捜査〜 第1話（2011年7月12日、フジテレビ） - 怪しい男 役
- ニッポン事件簿〜犯人はなぜ逃げるのか〜（2012年3月18日、テレビ東京）
- マジすか学園5（2015年8月24日、日本テレビ） - 明智総業・坂下 役
- みをつくし料理帖（2017年5月13日 - 7月8日、NHK総合） - 末松 役
- 京都人の密かな愉しみ Blue 修業中（NHK BSプレミアム） - 松陰鋭二 役
  - 京都人の密かな愉しみ Blue 修業中 送る夏（2017年9月30日）
  - 京都人の密かな愉しみ Blue 修業中 祝う春（2018年4月14日）
  - 京都人の密かな愉しみ Blue 修業中 祇園さんの来はる夏（2019年8月17日）
  - 京都人の密かな愉しみ Blue 修業中 燃える秋（2021年1月30日）
- コウノドリ（第2シリーズ） 第1話（2017年10月13日、TBS） - 久松明人 役
- ヘヤチョウ（2017年12月17日、テレビ朝日） - 四方田修三 役
- 都庁爆破!（2018年1月2日、TBS） - アズマ 役
- 未解決事件File.07 警察庁長官狙撃事件（2018年9月8日、NHK総合） - 森岡（公安部捜査員） 役
- この世界の片隅に 最終話（2018年9月16日、TBS） - 堂本春夫 役
- 連続テレビ小説 まんぷく（2018年11月7日 - 2019年3月30日、NHK） - 森本元 役[53]
- コールドケース2 〜真実の扉〜 第6話（2018年11月17日、WOWOW） - 金村敦（1988年時） 役
- Iターン（2019年7月13日 - 9月28日、テレビ東京） - 桜井勇一 役
- 少年寅次郎（2019年10月19日 - 11月16日、NHK総合） - 車平造 役[54][55][56]
  - 少年寅次郎スペシャル （2020年12月4日、12月11日）[57][58]
- 蝶の力学 殺人分析班 第1話 - 第5話（2019年11月17日 - 12月15日、WOWOW） - 内田雄次 役
- 恋はつづくよどこまでも（2020年1月14日 - 3月17日、TBS） - 来生晃一 役[59]
- NHKスペシャル「アウシュビッツ 死者たちの告白」（2020年8月16日、NHK） - 朗読[60]
- 妖怪シェアハウス（テレビ朝日） - 酒井涼 / 酒呑童子 役
  - 妖怪シェアハウス（2020年8月1日 - 9月19日）[61]
  - 妖怪シェアハウス-帰ってきたん怪-（2022年4月9日 - 6月4日）[38]
- 黒革の手帖〜拐帯行〜（2021年1月7日、テレビ朝日） - 森村隆志 役[62]
- あんのリリック-桜木杏、俳句はじめてみました-（2021年2月27日・3月6日、WOWOW） - 神谷 役[63]
- 半径5メートル（2021年4月30日 - 6月25日、NHK総合） - 山辺晃人 役[64]
- コントが始まる 第3話・第9話・最終話（2021年5月1日・6月12日・19日、日本テレビ） - 高岩俊春 役[65]
- 東京、愛だの、恋だの（2021年12月29日・30日、テレビ東京） - 芦屋勇作 役[66][注 5]
- ドクターホワイト（2022年1月17日 - 3月21日、関西テレビ・フジテレビ） - 高森勇気 役[67]
  - ドクターホワイト 特別編（2022年3月28日、関西テレビ・フジテレビ）[68]
- 今度生まれたら（2022年5月8日 - 6月19日、NHKBSプレミアム） - 佐川建 役
- 初恋の悪魔（2022年7月16日 - 9月24日、日本テレビ） - 馬淵朝陽 役[69]
- キッチン革命 第2夜（2023年3月26日、テレビ朝日） - 浜崎隆二 役[70]
- 大河ドラマ（NHK）
  - どうする家康 第20回（2023年5月28日） - 大岡弥四郎 役[71]
  - 光る君へ 第2回 - 第9回[注 6]（2024年1月14日 - 3月3日[注 6]） - 直秀 役[72]
- 彼女たちの犯罪（2023年7月20日 - 9月22日、読売テレビ・日本テレビ） - 神野智明 役[73]
- セクシー田中さん（2023年10月22日 - 12月24日、日本テレビ） - 笙野浩介 役[74]
- 好きなオトコと別れたい（2024年4月4日 - 6月20日、テレビ東京） - 黒川浩次 役[75]
- ハスリンボーイ（2024年11月1日 - 12月20日、WOWOW） - アキヒロ 役[76]
- TRUE COLORS（2025年1月5日 - 3月2日、NHK BSプレミアム4K・NHK BS） - 松浦晶太郎 役[77]
- 相棒 23（2025年3月5日・12日、テレビ朝日）- 浦神鹿 役[78]

### その他のテレビ番組
- FIFAワールドカップ2022 総集編「挑戦者たち」（2022年12月25日、NHK総合） - 語り[79]

### 配信ドラマ
- マジすか学園5（2015年8月25日 - 10月27日、Hulu） - 明智総業・坂下 役
- 東京ヴァンパイアホテル 第8話・第9話（2017年6月16日配信、Amazonビデオ）
- ミス・シャーロック Episode5（2018年5月25日配信、Hulu） - 香田夏雄 役
- 東京、愛だの、恋だの（2021年9月11日 - 10月16日、Paravi） - 芦屋勇作 役[80]
- 今際の国のアリス（Netflix） - ヤバ 役 
  - シーズン2（2022年12月）[81]
  - シーズン3（2025年9月25日配信予定）[82]
- サンクチュアリ -聖域-（2023年5月4日配信、Netflix） - 安井 役[83]

### 舞台
- TIC-TAC（2010年、新宿アシベ会館） - 主演・梁春人 役
- 銀河英雄伝説 輝く星 闇を裂いて（2012年、東京国際フォーラム） - アンサンブル
- ANARCHIST（2013年、新宿アシベ会館） - 主演・宗津宇 役
- 銀河英雄伝説 第四章 後篇 激突（2014年、青山劇場） - アンサンブル
- 株式会社明後日主催「朗読ジャーニー 『詠む読む』」『カラシニコフ不倫海峡』- 待田健一 役(2019年、広島県・SUPPOSE DESIGN OFFICE)[84]
- 後家安とその妹（2019年、紀伊國屋ホール） - 主演[85]
- パラダイス（2022年、Bunkamuraシアターコクーン、森ノ宮ピロティホール）

### CM
- 有楽製菓 ブラックサンダー 非リアVSリア充ラップバトル / episode2.「三‘‘充’’士現る!黒いイナズマ絶体絶命!」篇（2016年） - リア充の暴君三充士 テニサーの幹事長 役
- ロッテ 羽生結弦 出演CM「GUM FOR THE GAME」篇（2020年7月24日） - ナレーション
- サントリー 碧Ao「父の日は、父と碧Ao」篇（2022年6月 - ）

## 受賞歴
- 第71回毎日映画コンクール スポニチグランプリ新人賞（『ケンとカズ』）
- おおさかシネマフェスティバル2017（第12回） 2016年度 日本映画個人賞 新人男優賞（『ケンとカズ』）[10]
- 第31回高崎映画祭 最優秀新進男優賞（『ケンとカズ』）[11]
- フロストバイト国際映画祭（Frostbite International Film Festival December 2019） 主演男優賞（Best Male-Actor）（『いざなぎ暮れた。』）
- 第17回モナコ国際映画祭 ベストアクター賞（最優秀男優賞）（『いざなぎ暮れた。』）[86]
- 第118回ザテレビジョンドラマアカデミー賞 助演男優賞（『セクシー田中さん』）[87]